# Alexandre-Ernest-Joseph Lemesre-Dubrulle
Alexandre-Ernest-Joseph Lemesre-Dubrulle (né le 21 février 1788 à Lille et décédé le 11 novembre 1841 à Arsy), est un homme politique français.

## Biographie
Fils d'Augustin Joseph Le Mesre, écuyer, seigneur du Bruisle, et de Jeanne Marie de Fourmestraux, il est issu d'une famille connue à Lille depuis le XVIe siècle.
A la première Restauration, en 1814, il sert comme volontaire aux gardes de Louis XVIII dans la compagnie du duc de Raguse. En 1815, il est lieutenant des chasseurs de la cohorte de Lille.
Durant treize ans, il est administrateur des hospices de Lille et membre du Bureau de bienfaisance. De 1818 à 1830, il est conseiller municipal de Lille et adjoint au maire en 1827.
Appartenant à l'opinion royaliste, il est élu député du 3e arrondissement du Nord (Lille), le 23 juin 1830. Mais la révolution de Juillet brise presque aussitôt sa carrière parlementaire.
Il ne crut pas pouvoir prêter serment au nouveau roi et à la Monarchie de Juillet. Il démissionne le 11 août 1830 et se retire de la vie publique.
A Lille, il contribue à l'établissement de congrégations religieuses, enseignantes et hospitalières. Plus tard, il contribue à la fondation du collège de Brugelette.

### Mariage et descendance
En 1819, il épouse Charlotte Gabrielle Lefebvre de Lattre (château du Cliquenoy, Wambrechies, 19 juillet 1794 - château de Pas en Artois, 30 août 1863), fille de Joseph Auguste Lefebvre de Lattre, écuyer, seigneur de Cliquenoy, et de Marie Cécile Charlotte Le Couvreur.
Dont quatre enfants, qui portent le nom "Le Mesre de Pas", par suite de l'héritage que fit leur père de la terre et du château de Pas en Artois :
- Marie Charlotte Ananie Le Mesre de Pas (Wambrechies, 24 septembre 1822 - Paris 7e, 4 novembre 1894), mariée à Lille le 24 janvier 1844 avec le comte Eugène de Diesbach de Belleroche, député du Pas de Calais de 1871 à 1876 (1817-1905). Dont postérité ;
- Marie Gabrielle Julia Le Mesre de Pas, religieuse du Sacré-Coeur, supérieure du couvent du Sacré-Coeur de Bruxelles, puis de celui de Lille (Lille, 29 décembre 1824 - Ixelles, 20 juillet 1896) ;
- Charles Joseph Alfred Le Mesre de Pas, licencié en Droit, conseiller-général du canton de Pas en Artois, comte pontifical (Wambrechies, 24 septembre 1827 - Lambersart, 2 mai 1914), marié à Gand le 27 septembre 1853 avec Idalie Vermeulen. Dont postérité : ils sont les grands-parents de Marthe de Witte ;
- Charles Henri Mizaël Le Mesre de Pas, zouave pontifical sous le général de La Moricière (Pas en Artois, 15 août 1832 - Bataille de Castelfidaro, 24 septembre 1860)[1].

## Sources
1. ↑  Notice sur la Famille Le Mesre de Pas, Versailles, 1960, 104 p., p. 45-58

- « Alexandre-Ernest-Joseph Lemesre-Dubrulle », dans Adolphe Robert et Gaston Cougny, Dictionnaire des parlementaires français, Edgar Bourloton, 1889-1891 [détail de l’édition]
- Ressource relative à la vie publique :   - Base Sycomore